# Giải bóng đá nữ Vô địch Quốc gia 2018
Giải bóng đá nữ vô địch Quốc gia 2018 (tên gọi chính thức: Giải bóng đá nữ Vô địch Quốc gia - Cúp Thái Sơn Bắc 2018) là giải đấu bóng đá lần thứ 21 của Giải bóng đá nữ vô địch quốc gia, giải đấu diễn ra thường niên do VFF tổ chức. Toàn bộ mùa giải bắt đầu vào ngày 21 tháng 5 năm 2018 và kết thúc vào ngày 15 tháng 10 năm 2018.
Giải bóng đá nữ Vô địch Quốc gia năm này tiếp tục đón nhận sự đồng hành của nhà tài trợ Công ty TNHH Thương mại Thiết bị điện Thái Sơn Bắc năm thứ 7 liên tiếp cùng với nhà tài trợ mới là Công ty Cổ phần Động Lực.

## Truyền thông
Với mục đích phục vụ khán giả cả nước theo dõi các trận đấu, VFF và VTV đã đạt được thỏa thuận về việc phát sóng trực tiếp. Theo đó, sẽ có 7 trận đấu tại lượt đi được truyền hình trực tiếp trên kênh VTV6. Ngoài ra, tất cả các trận đấu tại lượt đi giải bóng đá nữ Vô địch Quốc gia - Cúp Thái Sơn Bắc 2018 cũng sẽ được phát trực tiếp trên kênh YouTube và trang Facebook chính thức của VFF.

## Điều lệ giải đấu
nơi họ sẽ thi đấu 3 trận để xác định nhà vô địch.

### Cách tính điểm, xếp hạng
Các đội được 3 điểm cho một trận thắng, 1 điểm cho một trận hòa, 0 điểm cho một trận thua; tính tổng số điểm của các đội đạt được để xếp thứ hạng.
Nếu có từ hai đội trở lên bằng điểm nhau, thứ hạng các đội sẽ được xác định như sau:
- Trước hết sẽ tính kết quả của các trận đấu giữa các đội đó với nhau theo thứ tự:
  - Tổng số điểm
  - Hiệu số bàn thắng thua.
  - Tổng số bàn thắng
- Đội nào có chỉ số cao hơn sẽ xếp trên.
- Nếu các chỉ số trên vẫn bằng nhau, ban tổ chức sẽ tiến hành bốc thăm để xác định thứ hạng của các đội. Trong trường hợp chỉ có hai đội có các chỉ số trên bằng nhau và còn thi đấu trên sân thì sẽ tiếp tục thi đá luân lưu 11m để xác định đội xếp trên).[5]

### Phương thức thi đấu
Bảy đội thi đấu vòng tròn hai lượt đi và về, mỗi lượt thi đấu tại một địa phương đăng cai để tính điểm, xếp hạng. 4 đội bóng dẫn đầu sẽ tham dự vòng đấu loại trực tiếp và thi đấu các trận bán kết và chung kết. Đội thắng trận chung kết là đội Vô địch, đội thua trận Chung kết xếp thứ Nhì. Hai đội thua ở hai trận bán kết xếp đồng hạng Ba.

## Các đội bóng và chủ nhà

### Các đội bóng
Tổng cộng 7 đội tham dự mùa giải này gồm: Hà Nội, Phong Phú Hà Nam, Sơn La, Thành phố Hồ Chí Minh I, Thành phố Hồ Chí Minh II, Than Khoáng Sản Việt Nam và TNG Thái Nguyên. Hà Nội II lần đầu tiên vắng mặt tại giải đấu sau khi đội bóng này đều góp mặt đầy đủ các mùa bóng trước.
| STT | Đội bóng                 | Huấn luyện viên               | Đội trưởng           |
| --- | ------------------------ | ----------------------------- | -------------------- |
| 1   | Hà Nội                   | Đặng Quốc Tuấn/ Hidezaku Yagi | Nguyễn Thị Muôn      |
| 2   | Phong Phú Hà Nam         | Nguyễn Thế Cường              | Bùi Thị Như          |
| 3   | Sơn La                   | Lường Văn Chuyên              | Lò Thị Thảnh         |
| 4   | Thành phố Hồ Chí Minh I  | Đoàn Thị Kim Chi              | Đặng Thị Kiều Trinh  |
| 5   | Thành phố Hồ Chí Minh II | Nguyễn Quốc Nam               | Nguyễn Thị Tuyết Mai |
| 6   | Than Khoáng sản Việt Nam | Đoàn Minh Hải                 | Nguyễn Thị Hạnh      |
| 7   | TNG Thái Nguyên          | Đoàn Việt Triều               | Nguyễn Hải Hòa       |

### Chủ nhà
Lượt đi (từ ngày 21 tháng 5 năm 2018 đến ngày 11 tháng 6 năm 2018) diễn ra tại Sân vận động Hà Nam, Phủ Lý, Hà Nam. Còn Lượt về (từ ngày 13 tháng 9 đến ngày 4 tháng 10 năm 2018) và các trận bán kết, chung kết diễn ra từ ngày 8 tháng 10 đến ngày 11 tháng 10 năm 2018 trên sân vận động Thống Nhất, Thành phố Hồ Chí Minh.

## Vòng loại

### Lịch thi đấu và kết quả
| Nhà \ Khách[1]           | HCMI | HCMII | HN  | TKS | TNG | PPHN | SLA |
| Thành phố Hồ Chí Minh I  |      | 4–0   | 1–2 | 1–1 | 4–0 | 0–0  | 6–0 |
| Thành phố Hồ Chí Minh II | 0–4  |       | 0–2 | 0–1 | 0–0 | 0–1  | 0–0 |
| Hà Nội                   | 1–1  | 2–1   |     | 3–1 | 5–0 | 1–0  | 9–0 |
| Than Khoáng Sản Việt Nam | 0–4  | 5–1   | 1–1 |     | 2–1 | 1–0  | 5–0 |
| TNG Thái Nguyên          | 0–3  | 1–0   | 0–4 | 0–1 |     | 0–2  | 3–0 |
| Phong Phú Hà Nam         | 1–2  | 5–0   | 2–1 | 0–1 | 2–0 |      | 6–0 |
| Sơn La                   | 0–5  | 0–4   | 0–7 | 0–6 | 1–2 | 0–5  |     |

Cập nhật lần cuối: ngày 9 tháng 10 năm 2018.
Nguồn: VFF
1 ^ Đội chủ nhà được liệt kê ở cột bên tay trái.
Màu sắc: Xanh = Chủ nhà thắng; Vàng = Hòa; Đỏ = Đội khách thắng.

### Bảng xếp hạng
Tính đến ngày 9 tháng 10 năm 2018
Dưới đây là bảng xếp hạng chung cuộc của Giải bóng đá nữ Vô địch Quốc gia 2018:
| VT | Đội                      | ST | T | H | B  | BT | BB | HS  | Đ  | Trình độ chuyên môn hoặc xuống hạng |
| -- | ------------------------ | -- | - | - | -- | -- | -- | --- | -- | ----------------------------------- |
| 1  | Hà Nội                   | 12 | 9 | 2 | 1  | 38 | 7  | +31 | 29 | Tiến tới Vòng chung kết             |
| 2  | Thành phố Hồ Chí Minh I  | 12 | 8 | 3 | 1  | 35 | 5  | +30 | 27 | Tiến tới Vòng chung kết             |
| 3  | Than Khoáng Sản Việt Nam | 12 | 8 | 2 | 2  | 25 | 11 | +14 | 26 | Tiến tới Vòng chung kết             |
| 4  | Phong Phú Hà Nam         | 12 | 7 | 1 | 4  | 24 | 6  | +18 | 22 | Tiến tới Vòng chung kết             |
| 5  | TNG Thái Nguyên          | 12 | 3 | 1 | 8  | 7  | 24 | −17 | 10 |                                     |
| 6  | Thành phố Hồ Chí Minh II | 12 | 1 | 2 | 9  | 6  | 25 | −19 | 5  |                                     |
| 7  | Sơn La                   | 12 | 0 | 1 | 11 | 1  | 58 | −57 | 1  |                                     |

### Xếp hạng theo vòng
| Đội \ Vòng đấu           | 1 | 2 | 3 | 4 | 5 | 6 | 7 | 8 | 9 | 10 | 11 | 12 | 13 | 14 |
| ------------------------ | - | - | - | - | - | - | - | - | - | -- | -- | -- | -- | -- |
| Thành phố Hồ Chí Minh I  | 1 | 2 | 4 | 2 | 3 | 3 | 3 | 4 | 3 | 2  | 2  | 2  | 2  | 2  |
| Thành phố Hồ Chí Minh II | 7 | 7 | 7 | 6 | 6 | 6 | 6 | 6 | 6 | 6  | 6  | 6  | 6  | 6  |
| Hà Nội                   | 3 | 1 | 1 | 1 | 1 | 1 | 1 | 1 | 1 | 1  | 1  | 1  | 1  | 1  |
| Than Khoáng Sản Việt Nam | 2 | 4 | 2 | 3 | 2 | 2 | 2 | 2 | 2 | 3  | 3  | 3  | 3  | 3  |
| TNG Thái Nguyên          | 5 | 3 | 5 | 5 | 5 | 5 | 5 | 5 | 5 | 5  | 5  | 5  | 5  | 5  |
| Phong Phú Hà Nam         | 6 | 5 | 3 | 4 | 4 | 4 | 4 | 3 | 4 | 4  | 4  | 4  | 4  | 4  |
| Sơn La                   | 4 | 6 | 6 | 7 | 7 | 7 | 7 | 7 | 7 | 7  | 7  | 7  | 7  | 7  |

|  | Tiến tới vòng chung kết |

Cập nhật lần cuối: 9 tháng 10 năm 2018
Nguồn: VFF

### Tiến trình mùa giải
| Đội \ Vòng đấu           | 1 | 2 | 3 | 4 | 5 | 6 | 7 | 8 | 9 | 10 | 11 | 12 | 13 | 14 |
| ------------------------ | - | - | - | - | - | - | - | - | - | -- | -- | -- | -- | -- |
| Thành phố Hồ Chí Minh I  | W | D | L | W | - | D | W | D | W | W  | W  | W  | -  | W  |
| Thành phố Hồ Chí Minh II | L | L | L | - | D | D | L | L | L | L  | W  | -  | L  | L  |
| Hà Nội                   | W | W | W | D | W | W | - | D | L | W  | W  | W  | W  | -  |
| Than Khoáng Sản Việt Nam | W | - | W | D | W | D | W | W | - | W  | L  | L  | W  | W  |
| TNG Thái Nguyên          | L | W | - | L | L | D | L | L | W | -  | L  | L  | L  | W  |
| Phong Phú Hà Nam         | L | D | W | W | L | - | W | W | W | L  | -  | W  | W  | L  |
| Sơn La                   | - | L | L | L | D | L | L | - | L | L  | L  | L  | L  | L  |

Cập nhật lần cuối: ngày 9 tháng 10 năm 2018
Nguồn: VFF

## Vòng đấu loại trực tiếp
|  | Bán kết | Bán kết                  | Bán kết                 |                         |                  | Chung kết        | Chung kết | Chung kết |  |
|  |         |                          |                         |                         |                  |                  |           |           |  |
|  | 1       | Hà Nội                   | 0 (0)                   |                         |                  |                  |           |           |  |
|  | 1       | Hà Nội                   | 0 (0)                   |                         |                  |                  |           |           |  |
|  | 4       | Phong Phú Hà Nam         | 0 (3)                   |                         |                  |                  |           |           |  |
|  | 4       | Phong Phú Hà Nam         | 0 (3)                   |                         | Phong Phú Hà Nam | Phong Phú Hà Nam | 1         |           |  |
|  |         |                          |                         |                         | Phong Phú Hà Nam | Phong Phú Hà Nam | 1         |           |  |
|  |         |                          | Thành phố Hồ Chí Minh I | Thành phố Hồ Chí Minh I | 0                |                  |           |           |  |
|  | 2       | Thành phố Hồ Chí Minh I  | Thành phố Hồ Chí Minh I | Thành phố Hồ Chí Minh I | 0                | 2                |           |           |  |
|  | 2       | Thành phố Hồ Chí Minh I  |                         |                         |                  |                  |           |           |  |
|  | 3       | Than Khoáng sản Việt Nam | 0                       |                         |                  |                  |           |           |  |

### Vòng bán kết
| Hà Nội                        | 0–0      | Phong Phú Hà Nam                                                |
| ----------------------------- | -------- | --------------------------------------------------------------- |
| Bùi Thúy An 53'               | Chi tiết |                                                                 |
| Loạt sút luân lưu             |          |                                                                 |
| Phạt đền hỏng · Phạt đền hỏng | 0–3      | Phạt đền thành công · Phạt đền thành công · Phạt đền thành công |

| Thành phố Hồ Chí Minh I                  | 2–0      | Than Khoáng sản Việt Nam |
| ---------------------------------------- | -------- | ------------------------ |
| Huỳnh Như 16' · Nguyễn Thị Bích Thùy 53' | Chi tiết | Khổng Thị Hằng 90+3'     |

### Trận chung kết
| Phong Phú Hà Nam       | 1–0      | Thành phố Hồ Chí Minh I |
| ---------------------- | -------- | ----------------------- |
| Lê Thu Thanh Hương 39' | Chi tiết |                         |

## Tổng kết mùa giải
- Đội vô địch: Phong Phú Hà Nam
- Đội thứ Nhì: TP Hồ Chí Minh I
- Đội đồng hạng Ba: Hà Nội & Than KSVN
- Đội đoạt giải phong cách: Phong Phú Hà Nam
- Cầu thủ xuất sắc nhất giải: Huỳnh Như (TP Hồ Chí Minh I)
- Thủ môn xuất sắc nhất giải: Trần Thị Hải Yến (Phong Phú Hà Nam)
- Cầu thủ ghi nhiều bàn thắng nhất giải: Phạm Thị Hải Yến (Hà Nội)